# Kimi to Boku
Kimi to Boku (яп. 君と僕。 Кими то боку, «Ты и я») — манга авторства Киити Хотты о жизни четырёх учащихся старшей школы, выросших вместе, а также присоединившемся к ним ученике по обмену. Аниме по мотивам манги вышло в 2011 году, выпущено студией J.C. Staff и транслировалось в ночное время на канале TV Tokyo. В 2012 году вышел второй сезон аниме.

## Персонажи
Юта Асаба (яп. 浅羽 悠太 Асаба Ю:та) — старший брат-близнец Юки. Более общителен и активен, чем брат. Встречался с Такахаси, но вскоре они расстались. Состоит в чайном клубе.
Сэйю: Коки Утияма
Юки Асаба (яп. 浅羽 祐希 Асаба Ю:ки) — младший брат-близнец Юты. Более пассивен, чем брат. Носит чёлку. Несколько замкнут, временами угрюм. Не желает чем-либо заниматься, хотя обладает отличной спортивной подготовкой. Является отаку, любит читать мангу, в первой серии вступает в клуб любителей аниме. Не переносит запаха косметики и парфюмерии. Всем делится со своим старшим братом. Влюблён в Каё, но не может ей признаться.
Сэйю: Рёхэй Кимура
Канамэ Цукахара (яп. 塚原 要 Цукахара Канамэ) — член студенческого совета. Скептик, постоянно упрекающий своих друзей в несерьёзности. В детском саду был влюблён в воспитательницу Каори, что является предметом частых «подколов» со стороны близнецов. Влюблён в Сидзуну, и узнав, что она выходит замуж, очень расстраивается.
Сэйю: Юки Оно
Сюн Мацуока (яп. 松岡 春 Мацуока Сюн) — парень, внешне напоминающий девушку. Имеет мягкие черты лица и носит длинные волосы (в 6-й серии Тидзуру и близнецы постригли его). Уравновешенный, спокойный, до него немного медленно доходит смысл происходящего вокруг и чувства окружающих. Добрый и заботливый.
Сэйю: Тосиюки Тоёнага
Тидзуру Татибана (яп. 橘 千鶴 Татибана Тидзуру) — студент по обмену из Германии, наполовину японец, наполовину немец. В детстве был дружен с Юки, несмотря на языковой барьер. Общительный, часто попадает в комические ситуации. При первой встрече принял Сюна за девушку и узнав, что это парень, был сконфужен. Любит давать прозвища. Его волосы цвета соломы у многих вызывают удивление. Влюблён в Масаки, признаётся ей, после чего они решают остаться друзьями, потому что Масаки нравится Сюн. Впервые появлсяется в 3 серии.
Сэйю: Мию Ирино
Масаки Сато (яп. 佐藤 茉咲 Сато: Масаки) — необщительная, грубоватая на словах девушка. Странно воспринимает помощь других людей, считает, что может преодолеть все трудности сама. Вначале воспринимает Сюна враждебно, но затем принимает его помощь и влюбляется в него. На год младше Сюна и его друзей. Постепенно сближается с ними.
Сэйю: Миюки Сато
Коити Адзума (яп. 東 晃一 Адзума Коити) — учитель. Раньше учился в той же школе, где сейчас преподает. К нему часто обращаются за советом, и он всегда помогает.
Сэйю: Сётаро Морикубо
Акира (яп. あきら) — бывший одноклассник учителя Адзумы. Жизнерадостный человек невысокого роста. Работает Санта Клаусом. Внешне похож на школьника, из-за чего Тидзуру возмущается его поведением.
Сэйю: Кобаяси Юмико
Фуюки Мацуока (яп. 松岡 冬樹 Мацуока Фуюки) — младший брат Сюна, ученик средней школы. Встречается с Кёко.
Сэйю: Нобухико Окамото
Хисако Айда (яп. 相田 日紗子 Айда Хисако) — младшая сестра Сидзуны, подруга детства Канамэ. Общительная, весёлая девушка. Догадавшись, что Канамэ влюблён в Сидзуну, пытается помочь ему признаться.
Сэйю: Саюри Яхаги
Сидзуна Айда (яп. 相田 静奈 Айда Сидзуна) — старшая сестра Хисако. Выходит замуж за сэмпая.
Сэйю: Мамико Ното
Рюносукэ Мацусита (яп. 松下 隆之介 Мацусита Рю:носукэ) — член клуба аниме. В 11-м классе был одноклассником Масаки. Восхищается Юки.
Сэйю: Сёта Аои
Рина Такахаси (яп. 高橋 里奈 Такахаси Рина) — девушка, влюблённая в Юту, предлагает ему встречаться, но вскоре они расстаются.
Сэйю: Ай Каяно
Кёко Мамия (яп. 間宮 杏子 Мамия Кё:ко) — ученица средней школы, член клуба кэндо. Встречается с Фуюки.
Сэйю: Саюри Хара
Каё Сакура (яп. 佐倉 花代 Сакура Каё) — девушка, вначале работает в столовой, затем увольняется и становится парикмахером. Собирает наклейки.
Сэйю: Ая Эндо

## Список серий аниме

### Первый сезон
| 1 | Наша семнадцатая весна «Бокура но дзюнана-кай-мэ но хару ни» (ボクらの17回目の春に) | 4 октября 2011  |
| Действие начинается весной, в день, когда расцветает сакура. Четверо неразлучных друзей переходят в одиннадцатый класс старшей школы Хомара, начинается их семнадцатая весна. Через разговоры, поступки и воспоминания о детском саде раскрывается характер каждого героя. |                                                                                     |                 |
| 2 | День, когда расцвели тюльпаны «Тю:риппу но сайта хи» (チューリップの咲いた日)       | 11 октября 2011 |
| Сюн и его друзья знакомятся с Сато Масаки, Сюн проявляет по отношению к ней заботу, после чего начинаются его злоключения. Действие серии перемежается старыми воспоминаниями из детства парней. |                                                                                     |                 |
| 3 | Блондинистый мальчишка «Мугивара-иро о кабутта сё:нэн» (麦藁色をかぶった少年)       | 18 октября 2011 |
| В классе Юки и Канамэ появляется новый ученик — Тидзуру Татибана. Увидев Юки, он узнаёт в нём мальчишку, с которым играл в детстве, но Юки его не помнит. |                                                                                     |                 |
| 4 | Шумотерапия (Noisy Medicine)                                                        | 25 октября 2011 |
| Тидзуру собирает всех на шуточное знакомство. Начинается дождь, в результате Канамэ простужается. Друзья решают навестить его и не дать скучать. |                                                                                     |                 |
| 5 | Однажды летом «Ицука но нацу» (いつかの夏)                                          | 1 ноября 2011   |
| Первый день лета, начало каникул. Тидзуру ищет, с кем бы провести время. Он обходит всех с предложением погулять, но Юки и Юта увлечены игрой, а у Канамэ полно дел. В итоге он приходит к Сюну, с которым готовит выпечку. У них возникает идея пойти вечером на фестиваль всем вместе. На фестивале собирается вся компания, включая Масаки, которую Тидзуру называет Мэри, объясняя это тем, что «волосы её пушистые, как шерстка у овечки». |                                                                                     |                 |
| 6 | Очки и всё прочее «Мэганэ то этосэтора» (眼鏡とエトセトラ)                          | 8 ноября 2011   |
| Близнецы Асаба стригут Сюна. Затем все собираются дома у Канамэ для подготовки к экзаменам, но проводят вечер за воспоминаниями о тех временах, когда Сюн стал отпускать волосы, а Канамэ носить очки. |                                                                                     |                 |
| 7 | Рядом с яблоком «Ринго но тонари» (りんごのとなり)                                  | 15 ноября 2011  |
| Тидзуру, Канамэ, Юки и Сюн неожиданно становятся свидетелями того, как некая девушка предлагает Юте встречаться. Юта решает не рассказывать об этом друзьям, что побуждает их устроить слежку. Выясняется, что действия этой застенчивой девушки, Такахаси, были спровоцированы подругами, которые не ожидали от неё подобных действий. Юта знает об этом, поэтому соглашается встречаться, но вскоре они расстаются. |                                                                                     |                 |
| 8 | Герой на день/Сэмпай и я «Никкю: хи:ро:/Сэмпай то боку» (日給ヒーロー／先輩と僕。)  | 22 ноября 2011  |
| Рюносукэ Мацусита, член клуба любителей манги, просит Юки нарисовать пятистраничную мангу для антологии клуба. Рюносукэ видит в Юки героя и не подозревает, что тот абсолютно не умеет рисовать. Юки решает разделить эту работу между всеми своими друзьями. Получившаяся манга оказывается ужасной и Юки решает её уничтожить, но его вовремя останавливают Тидзуру и Канамэ. |                                                                                     |                 |
| 9 | Голый король (Naked King)                                                           | 29 ноября 2011  |
| Близится начало культурного фестиваля школы Хомарэ. Канамэ, как глава учебного совета, загружен подготовкой. Его друзья не оправдывают надежд и больше развлекаются, чем помогают. |                                                                                     |                 |
| 10 | По твоему сигналу (On your mark)                                                    | 6 декабря 2011  |
| Последний день культурного фестиваля, все классы готовятся по-своему. Класс Сюна организовывает «кафе с изюминкой», а класс Канамэ — «стереотипный дом с привидениями». Класс Масаки приготовил театральную постановку «Золушки». Неожиданно на её представление приходит Сюн с друзьями, в результате чего Масаки нервничает, забывает слова и убегает со сцены. Тидзуру отправляется на поиски, чтобы её утешить. |                                                                                     |                 |
| 11 | Очертания полумесяца «Микадзуки сируэтто» (三日月シルエット)                        | 13 декабря 2011 |
| Друзья решают пообедать в столовой. Неожиданно они встречают девушку, которая играла Золушку в недавнем спектакле. Её зовут Каё Сакура, и она работает в столовой, помогая своей маме. Она кажется Юки знакомой из-за волос, вьющихся в форме полумесяца. Познакомившись, Юки узнаёт, что она так же, как он, собирает акционные наклейки из супермаркета. Друзья решают помочь Юки с собиранием наклеек. |                                                                                     |                 |
| 12 | Дневник средней школы «Тю:гакусэй никки» (中学生日記)                               | 20 декабря 2011 |
| Сюн получает неожиданный звонок от Фуюки с просьбой занести к нему в школу учебник английского. Друзья решают пойти с Сюном, чтобы посмотреть на их бывшую среднюю школу. |                                                                                     |                 |
| 13 | Солнечная песня «Нидамари но ута» (陽だまりの詩)                                    | 27 декабря 2011 |
| Друзья получают от школы задание выбрать место прохождения обязательной практики старшеклассников. Все единогласно выбирают детский сад, в котором когда-то были Сюн, Юта, Юки и Канамэ. Тидзуру с радостью соглашается помочь им. Канамэ заранее требует от друзей не рассказывать Тидзуру о том, что он когда-то был влюблён в воспитательницу Каори. В детском саду его недружелюбно встречает один из воспитанников детского сада, в котором он позже видит себя самого в его возрасте. После завершения практики Сюн случайно проговаривается Тидзуру о тайне Канамэ. |                                                                                     |                 |

### Второй сезон
| 1 | Кролик, который ночи напролет прыгает по луне «Цуки но усаги ва ёру о ханэру» (月のうさぎは夜を跳ねる) | 3 апреля 2012  |
| Сюн угощает компанию мандаринами. Затем все идут в гости к Канамэ, где остаются сначала на ужин, а потом и на ночь, которую они проводят не за сном, а за воспоминаниями. | |                |
| 2 | Рождество Мэри (Mary's Christmas)                                                                      | 10 апреля 2012 |
| Близится рождество. Тидзуру готовит подарок для Масаки, а Масаки — для Сюна. | |                |
| 3 | Смешливого рождества (Very Christmas)                                                                  | 17 апреля 2012 |
| Пятёрка друзей решают провести канун Рождества за просмотром фильмов. По пути в видео-прокат они встречают учителя Адзуму и его друга Акиру, который работает Санта Клаусом. Случайно уронив рождественскую ёлку, друзьям приходится присоединиться к Акире и начать раздавать подарки детям в качестве отработки. | |                |
| 4 | Позабытое «Югэ но нака ни» (ゆげのなかに)                                                              | 24 апреля 2012 |
| Братья Асаба ссорятся, в результате чего Юки решает уйти из дома. Однако вспомнив детство они понимают, как дороги друг для друга. | |                |
| 5 | Край неба «Ано сора но соса» (あの空の裾)                                                              | 1 мая 2012     |
| В первый день нового года друзья идут в храм. Тидзуру случайно бросает на удачу не монету, а ключ от велосипеда, найденный на земле. Хозяин велосипеда быстро находится, и друзьям приходится помогать ему добраться до дома. По пути они многое узнают о нём и стараются заодно и помочь ему в личной жизни. | |                |
| 6 | Серая тоска (Colorless Blue)                                                                           | 8 мая 2012     |
| Каё увольняется из столовой для того, чтобы продолжить карьеру в салоне красоты. Юки на прощание дарит ей тарелку, ради которой так долго и собирал свои наклейки. | |                |
| 7 | Сладко, сладко, горько (Sweet, Sweet, Bitter)                                                          | 15 мая 2012    |
| В день Святого Валентина все парни ожидают подарков от девушек. Подарки достаются всем, кроме Тидзуру. Ученица соседней школы внезапно дарит Сюну шоколадный торт и предлагает встречаться. Тидзуру и Масаки решают проследить за ним и видят, как Сюн отвечает отказом. Масаки начинает сомневаться в том, что может понравиться Сюну. По пути домой Тидзуру признаётся Масаки в любви. | |                |
| 8 | Наш мальчик «Бокутати отоко но ко» (ぼくたち男の子)                                                    | 22 мая 2012    |
| Сюн внезапно обнаружает, что личная жизнь его младшего брата Фуюки развивается довольно быстро, и решает позвать друзей для совета. Друзья не придумывают ничего лучше, чем проследить за свиданием Фуюки и Кёко. Сюн не на шутку волнуется за брата, а друзья только подливают масла в огонь, считая волнения Сюна необоснованными. | |                |
| 9 | Фруктовая смесь (Mix Juice)                                                                            | 29 мая 2012    |
| Друзья обвиняют Канамэ в транжирстве за покупку дорогого чая из автомата, а Юки не может себе позволить даже дешёвый сок. Так как деньги ему нужны на покупку новой игры, друзьям удаётся убедить его найти подработку. Юки устраивается официантом, а друзья приходят навестить его, создавая тем самым массу неприятностей. | |                |
| 10 | Вишня (Cherry)                                                                                         | 5 июня 2012    |
| Канамэ готовит речь, которую должен произнести перед выпускниками. Тидзуру и Масаки избегают друг друга, но в конце концов остаются наедине и проясняют ситуацию, что успокаивает Тидзуру. | |                |
| 11 | Лапушка, птичка (Sugar Baby, Fly Baby)                                                                 | 12 июня 2012   |
| Весна. Главные герои переходят в третий класс старшей школы, начинается последний учебный год. В школе проходит спортивный фестиваль, на котором друзья вместе записываются в волейбольный турнир. Масаки тем временем занимается созданием турнирной таблицы, а Канамэ задаётся вопросом, есть ли у неё в классе друзья. В полуфинале турнира класс Юты и Канамэ встречается против класса Юки, Сюна и Тидзуру. Желая превзойти брата, Юки выкладывается на полную и выводит свою команду в финал. В финальном матче Масаки приходит поболеть за Сюна, а Рюносукэ за Юки. К концу серии Масаки налаживает отношения со своими одноклассниками. | |                |
| 12 | Обнажённое «Секи рара» (赤裸々)                                                                        | 19 июня 2012   |
| Родители Канамэ уезжают за границу на три дня, из-за чего он ходит ужинать к соседке Сидзуне, сестра которой, как оказалось, научилась отлично готовить. Канамэ с детства был влюблён в Хисако, но никогда в этом никому не признавался, поэтому с радостью ходит к ней в гости, пока не узнаёт, что она вскоре выходит замуж. | |                |
| 13 | Пупок и призвание (Navel and Dignity)                                                                  | 26 июня 2012   |
| Сюн обеспокоен своим будущим, потому что даже не задумывался о том, чем займётся после школы. Ему кажется, что все вокруг давно озаботились этим вопросом. Друзья же тем временем решают посетить чайный клуб, в котором состоят Сюн и Юта. | |                |

## Музыка
Композитором аниме выступает Масато Накаяма
- Открывающие композиции

Bye Bye (яп. バイバイ) исполняет группа Seven Oops
Zutto (яп. ずっと) исполняет Сако Томохиса
- Закрывающие композиции

Nakimushi (яп. なきむし。) исполняет Мику Саваи
Kimi to Boku no Banka (яп. 君と僕の挽歌) исполняет Ю Сакай